# Klaus
Klaus é um longa-metragem espanhol-estadunidense de animação, escrita e dirigida por Sergio Pablos em sua estreia como diretor. Foi estreada nos cinemas no dia 8 de novembro de 2019 e está disponível a nível mundial na plataforma Netflix desde o 15 de novembro do mesmo ano.
A história está centrado na lenda de Papai Noel através das experiências de Jesper, um carteiro destinado na contramão de sua vontade a uma ilha do círculo polar.

## Enredo
Jesper é um jovem de família acomodada a quem seu pai, responsável pelo serviço de correios, trata de converter num homem de proveito inscrevendo na academia postal. Apesar disso segue mostrando uma atitude apática e se nega a aprender o oficio, pelo que seu pai decide o destinar a Smeerenburg, capital de uma remota ilha do círculo polar ártico, para abrir um escritório de correios. Além de ir ali na contramão de sua vontade, impõe-se-lhe uma missão: deverá entregar 6.000 cartas num ano ou caso contrário, será deserdado.
Klaus um lenhador solitário de bom coração encontra o desenho de um menino entristecido porque seu pai não deixa sair de casa, procura Jesper e lhe obriga a entregar um presente misterioso pela noite: uma rã de brinquedo que tinha em seu armazém. Depois de receber o adorável presente do Sr. Klas, as crianças do povo visitam o carteiro pedindo mais brinquedos e Jesper aproveita para impulsionar o envio de cartas que lhe permitam conseguir seu objetivo, utilizando tanto os presentes de Klaus como os ensinos de Alva. Os atos de gentileza que se sucedem acaba transformar o povo inteiro, ainda que os líderes dos clãs enfrentados querem impedir eles.

## Antecedentes
O criador de Klaus é o animador espanhol Sergio Pablos, quem previamente tinha trabalhado como desenhador em vários filmes de Walt Disney Animation em sua etapa do renascimento da Disney  — Pateta o Filme, O Corcunda de Notre Dame, Hércules, Tarzán—, tem produzido a fita hispanoargentina Metegol, e é o criador da história que inspirou a saga Meu Malvado Favorito. Na década de 2000 tinha fundado seu próprio estudo de animação, The SPA Studios, junto com sua esposa Marisa Román.
Em 2015 apresentou um progresso em vários festivais de animação para atrair investidores. Após que vários estúdios recusarem a financiar por considerar «demasiado arriscada», terminou chegando a um acordo de produção com Atresmedia Cinema. E em novembro de 2017, Netflix fez-se com os direitos de distribuição a nível mundial. Conquanto Netflix já tinha produzido várias séries de animação, Klaus era o primeiro filme exclusivo deste género em seu catálogo.

## Temática
Klaus adapta a lenda de Papai Noel a um universo realista onde esta figura surgisse desde zero. Para escrever o roteiro, Sergio Pablos tomou os diferentes elementos que conformam a tradição e quis reinventar sem elementos mágicos e nem tópicos do cinema natalesco. Deste modo, todas as ações se explicam através das experiências da partilha e da tradição oral, especialmente os atos de generosidade desinteressada.
Para criar a cidade de Smeerensburg, Pablos inspirou-se no assentamento real de Smeerenburg no archipiélago noruego de Svalbard. Este lugar, hoje abandonado, esteve habitado em século XVII por neerlandeses e dinamarqueses que se dedicavam à pesca de baleias.
Um dos aspectos mais destacables do filme são as personagens do povo lapón, durante a rodagem decidiu que só falassem em língua sami sem subtítulos para reforçar o choque cultural de Jesper em seu novo destino; a principal figura sami, Margu, foi interpretada por uma menina de Tromsø que só sabia falar em lapona.
Para criar a cidade de Smeerensburg, Pablos inspirou-se no assentamento real de Smeerenburg no arquipélago noruego de Svalbard. Este lugar, hoje abandonado, esteve habitado em século XVII por neerlandeses e dinamarqueses que se dedicavam à pesca de baleias.

## Produção
A maior parte de Klaus fez-se desde a sede de SPA Studios em Madri, com uma equipe multinacional formado por mais de 250 pessoas. Além de Pablos e Román, o filme contou com uma equipa de produção integrado por Jinko Gotoh (O Principito, The Lego Movie 2), Matthew Teevan (O livro da vida) e Mikel Lejarza Ortiz (Planeta 51, A ilha mínima) entre outros. Os directores foram Sergio Pablos e Carlos Martínez López, enquanto a trilha corrente foi-lhe confiada ao compositor Alfonso González Aguilar.

## Elenco/Dublagem
O filme foi dublado originalmente em inglês com alguns diálogos em lapón. Netflix confirmou nos papéis dos protagonistas a Jason Schwartzman (Jesper), J.K. Simmons (Klaus) e Rashida Jones (Alva), além das colaborações de Joan Cusack e Norm MacDonald entre outros.
Há duas versões em idioma espanhol, e em ambos casos os protagonistas recayeron em artistas conhecidos para o grande público dantes que em actores de voz especializados. Na versão para Espanha correspondem a Quim Gutiérrez como Jesper, Luis Tosar como Klaus e Belém Custa como Alva. E na versão para Latinoamérica foram-lhes confiados a Sebastián Yatra, Joaquín Cosío e Cecilia Suárez respectivamente.
Na versão brasileira as vozes correspondem a Rodrigo Santoro cono Jesper, Daniel Boaventura como Klaus e Fernanda Vasconcellos como Alva.

## Lançamento
Klaus foi lançado nos cinemas em 8 de novembro de 2019, e foi lançado digitalmente pela Netflix em 15 de novembro. É o primeiro longa-metragem de animação original a aparecer no Netflix. Em janeiro de 2020, a Netflix informou que o filme foi assistido por 40 milhões de membros nas primeiras quatro semanas de lançamento.

## Recepção
No site de agregação de críticas Rotten Tomatoes, o filme tem uma classificação de aprovação de 94% com base em 62 críticas, com uma classificação média de 7,59 / 10. O consenso crítico diz: "Bela animação desenhada à mão e uma narrativa humorística e emocionante fazem de Klaus um candidato instantâneo ao status clássico de férias". O Metacritic, o filme tem uma pontuação média ponderada de 65 em 100, com base em 13 críticos, indicando "críticas geralmente favoráveis".
Segundo dados fornecidos pela Netflix à Reuters, o filme acumulou quase 30 milhões de visualizações em todo o mundo em seu primeiro mês.
| Ano  | Data da Cerimônia      | Prêmio      | Categoria                | Resultado | Ref.   |
| ---- | ---------------------- | ----------- | ------------------------ | --------- | ------ |
| 2020 | 25 de janeiro de 2020  | Annie Award | Melhor longa animado     | Venceu    | [ 16 ] |
| 2020 | 2 de fevereiro de 2020 | BAFTA       | Melhor filme de animação | Venceu    | [ 17 ] |
| 2020 | 9 de fevereiro de 2020 | Oscar       | Melhor animação          | Indicado  | [ 18 ] |